# Горњи Кућан
Горњи Кућан је насељено место у саставу града Вараждина у Вараждинској жупанији, Хрватска. До територијалне реорганизације у Хрватској налазио се у саставу старе општине Вараждин.

## Становништво
На попису становништва 2011. године, Горњи Кућан је имао 1.139 становника.

## Попис1991.
На попису становништва 1991. године, насељено место Горњи Кућан је имало 1.093 становника, следећег националног састава:
| Попис 1991.‍   | Попис 1991.‍  | Попис 1991.‍ | Попис 1991.‍ | Попис 1991.‍ |
| ------------- | ------------ | ----------- | ----------- | ----------- |
|               |              |             |             |             |
| Хрвати        | Хрвати       |             | 1.081       | 98,90%      |
| Македонци     | Македонци    |             | 1           | 0,09%       |
| неопредељени  | неопредељени |             | 3           | 0,27%       |
| непознато     | непознато    |             | 8           | 0,73%       |
| укупно: 1.093 |              |             |             |             |